# لويزيانا (إسبانيا الجديدة)

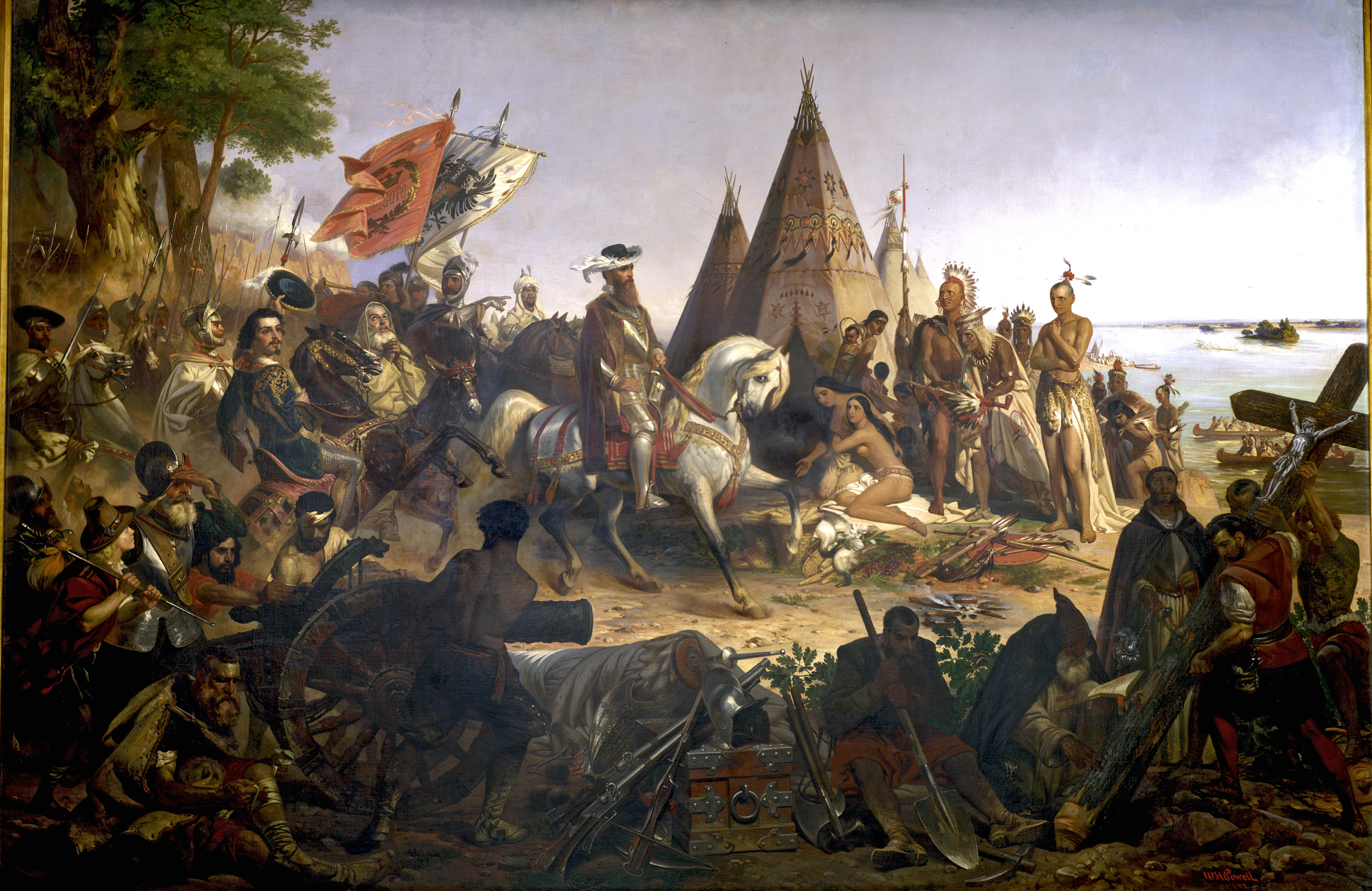
دي سوتو يدعي المسيسيبي، كما هو موضح في مبنى الكابيتول بالولايات المتحدة

لويزيانا الإسبانية (بالإسبانية: la Luisiana)‏ كانت محافظة ومنطقة إدارية تابعة لنائب الملك في إسبانيا الجديدة من عام 1762 إلى 1801 والتي كانت تتألف من منطقة شاسعة في وسط أمريكا الشمالية تشمل الحوض الغربي لنهر المسيسيبي بالإضافة إلى نيو أورلينز. كانت المنطقة قد طالبت بها وسيطرت عليها فرنسا، وأطلقت عليها اسم لويزيانا الفرنسية تكريما للملك لويس الرابع عشر في عام 1682. استحوذت إسبانيا سرا على الأراضي الفرنسية قرب نهاية حرب السنوات السبع بموجب شروط معاهدة فونتينبلو (1762). كان نقل السلطة الفعلي عملية بطيئة، وبعد أن حاولت إسبانيا أخيرًا استبدال السلطات الفرنسية بالكامل في نيو أورلينز عام 1767، قام السكان الفرنسيون بانتفاضة لم يقمعها الحاكم الاستعماري الإسباني الجديد حتى عام 1769. استحوذت إسبانيا أيضًا على المركز التجاري لسانت لويس وكل ولاية لويزيانا العليا في أواخر ستينيات القرن الثامن عشر، على الرغم من وجود القليل من الوجود الإسباني في المساحات الواسعة من «بلاد إلينوي».
كانت نيو أورلينز هي الميناء الرئيسي لدخول الإمدادات الإسبانية التي تم إرسالها إلى القوات الأمريكية خلال الثورة الأمريكية، وتنازعت إسبانيا والولايات المتحدة على حدود لويزيانا وحقوق الملاحة على نهر المسيسيبي طوال فترة حكم إسبانيا في المستعمرة. تعرضت نيو أورلينز للدمار بسبب حرائق كبيرة في عامي 1788 و 1794 دمرت معظم المباني الخشبية الأصلية في ما يعرف اليوم بالحي الفرنسي. تم إجراء بناء جديد على الطراز الإسباني بجدران حجرية وأسقف من الألواح الخشبية، وتشمل المباني العامة الجديدة التي شُيدت خلال الفترة الإسبانية للمدينة العديد من المباني التي لا تزال قائمة حتى اليوم مثل كاتدرائية سانت لويس، وكابيلدو، والمشيخ.
أُعيدت لويزيانا في وقت لاحق ولفترة وجيزة إلى فرنسا بموجب شروط المعاهدة الثالثة لسان إلديفونسو (1800) ومعاهدة أرانجويز (1801). في عام 1802، نشر الملك تشارلز الرابع ملك إسبانيا مشروع قانون ملكي في 14 أكتوبر، ينفذ الإعادة ويحدد الشروط. وافقت إسبانيا على الاستمرار في إدارة المستعمرة حتى وصول المسؤولين الفرنسيين وإضفاء الطابع الرسمي على النقل. بعد عدة تأخيرات، تم النقل الرسمي للملكية في كابيلدو في نيو أورلينز في 30 نوفمبر 1803. بعد ثلاثة أسابيع في 20 ديسمبر، أقيم حفل آخر في نفس الموقع الذي نقلت فيه فرنسا نيو أورلينز والمنطقة المحيطة بها إلى الولايات المتحدة بموجب صفقة شراء لويزيانا. تم نقل ولاية لويزيانا العليا رسميًا إلى فرنسا ثم إلى الولايات المتحدة في يوم الأعلام الثلاثة في سانت لويس، والذي كان عبارة عن سلسلة من الاحتفالات التي أقيمت على مدار يومين في 9 و 10 مارس 1804.

## التاريخ
كانت إسبانيا إلى حد كبير مالكًا غائبًا يدير الإقليم من هافانا، كوبا، ويتعاقد على الحكم لأشخاص من جنسيات عديدة طالما أقسموا بالولاء لإسبانيا. خلال الحرب الثورية الأمريكية، وجه الإسبان إمداداتهم إلى الثوار الأمريكيين عبر نيو أورلينز وأراضي لويزيانا الشاسعة خارجها.
تمشيا مع كون إسبانيا صاحبة عقارات غائبة، كانت الجهود الإسبانية لتحويل لويزيانا إلى مستعمرة إسبانية غير مثمرة في العادة. على سبيل المثال، في حين كانت الإسبانية رسميًا هي اللغة الوحيدة للحكومة، استمر غالبية السكان بثبات في التحدث بالفرنسية. حتى الأعمال الرسمية التي تتم في كابيلدو غالبًا ما تنتقل إلى اللغة الفرنسية، مما يتطلب وجود مترجم فوري في متناول اليد.

### عبودية
عندما أعاد أليخاندرو أورايلي تأسيس الحكم الإسباني عام 1769، أصدر مرسومًا في 7 ديسمبر من ذلك العام يحظر تجارة الرقيق الأمريكيين الأصليين. على الرغم من عدم وجود أي تحرك نحو إلغاء تجارة الرقيق الأفريقية، فقد أدخل الحكم الإسباني قانونًا جديدًا يسمى coartación، والذي سمح للعبيد بشراء حريتهم وحرية الآخرين.

#### مؤامرة بوانت كوبيه
في 4 مايو 1795، تمت محاكمة 57 عبدًا و 3 رجال بيض محليين في Point Coupee. في نهاية المحاكمة تم شنق 23 عبدًا، وحُكم على 31 عبدًا بالجلد والأشغال الشاقة، وتم ترحيل الرجال الثلاثة البيض، وحُكم على اثنين بالسجن لمدة ست سنوات في هافانا.

## لويزيانا السفلى والعليا
قسم المسؤولون الاستعماريون الأسبان لويزيانا إلى لويزيانا العليا (<i id="mwZg">ألتا لويزيانا</i>) ولويزيانا السفلى (باجا لويزيانا) عند 36 ° 35 'شمالًا، حول خط عرض نيو مدريد، ميزوري. كان هذا خط عرض أعلى مما كان عليه خلال الإدارة الفرنسية، حيث كانت لويزيانا السفلى هي المنطقة الواقعة جنوب حوالي 31 درجة شمالًا (الحدود الشمالية الحالية لولاية لويزيانا) أو المنطقة الجنوبية حيث نقطة التقاء نهر أركنساس إلى نهر المسيسيبي في حوالي خط عرض 33 ° 46 'شمالاً.
في عام 1764، أسست شركة تجارة الفراء الفرنسية سانت لويس فيما كان يُعرف آنذاك ببلد إلينوي. أشار الإسبان إلى سانت لويس باسم «مدينة إلينوي» وحكموا المنطقة من سانت لويس باسم «مقاطعة إلينوي».

## الجاليات الإسبانية في لويزيانا

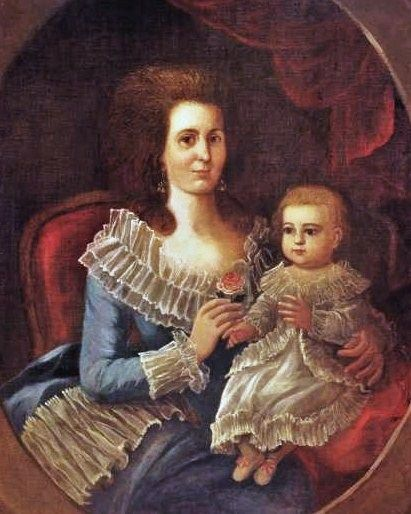
سينورا دي بالديريس وطفلها، من عائلة موطنها الأصلي نويفا أورليانز، المستعمرة الإسبانية لويزيانا، بقلم خوسيه فرانسيسكو كزافييه دي سالازار إي ميندوزا (رسام ولد في ميريدا، المكسيك)، كاليفورنيا. 1790. عاشت العائلة في شارع رويال في ما يسمى الآن "الحي الفرنسي". متحف ولاية لويزيانا

لإنشاء مستعمرات إسبانية في لويزيانا، قام القائد العسكري الإسباني برناردو دي غالفيز، حاكم لويزيانا في ذلك الوقت، بتجنيد مجموعات من سكان جزر الكناري الناطقين بالإسبانية للهجرة إلى أمريكا الشمالية. في عام 1778، أبحرت عدة سفن إلى لويزيانا مع مئات المستوطنين. توقفت السفن في هافانا وفنزويلا، حيث نزل نصف المستوطنين (بقي 300 كناري في فنزويلا). في النهاية، وصل ما بين 2100 و 2736 كناري إلى لويزيانا واستقروا بالقرب من نيو أورلينز. استقروا في باراتاريا وما يعرف اليوم برعية سانت برنارد. ومع ذلك، تم نقل العديد من المستوطنين لأسباب مختلفة. عانت باراتاريا أعاصير في عامي 1779 و 1780 ؛ تم التخلي عنها وتوزيع سكانها في مناطق أخرى من ولاية لويزيانا الاستعمارية (على الرغم من انتقال بعض مستوطنيها إلى غرب فلوريدا). في عام 1782، هاجرت مجموعة منشقة من المستوطنين الكناريين في سانت برنارد إلى فالينزويلا.
في عام 1779، وصلت سفينة أخرى على متنها 500 شخص من مالقة (في الأندلس، إسبانيا) إلى لويزيانا الإسبانية. هؤلاء المستعمرون، بقيادة اللفتنانت كولونيل. فرانسيسكو بوليني، استقر في نيو إيبيريا، حيث تزاوجوا مع مستوطنين كاجون.
في عام 1782، أثناء الحرب الثورية الأمريكية والحرب الأنجلو-إسبانية (1779-1783)، جند برناردو دي غالفيز رجالًا من مستوطنات الكناري في لويزيانا وغالفستون (في تكساس الإسبانية، حيث استقر الكناريون منذ 1779) للانضمام إلى قواته. شاركوا في ثلاث حملات عسكرية كبرى: باتون روج، فورت شارلوت، وبينساكولا، التي طردت البريطانيين من ساحل الخليج. في عام 1790، استقر المستوطنون من أصل كناري ومكسيكي مختلط من جالفستون في جالفيزتاون، لويزيانا، للهروب من الفيضانات السنوية وموجات الجفاف الطويلة في هذه المنطقة.

## الهجرة من سانت دومنغو
ابتداءً من تسعينيات القرن التاسع عشر، في أعقاب تمرد العبيد في سانت دومينج (هايتي الآن) الذي بدأ في عام 1791، وصلت موجات من اللاجئين إلى لويزيانا. على مدى العقد التالي، هبط الآلاف من المهاجرين من الجزيرة هناك، بما في ذلك الأوروبيون العرقيون، والعبيد الأفارقة، وبعضهم جلبتهم النخب البيضاء. لقد زادوا بشكل كبير من السكان الناطقين بالفرنسية في نيو أورلينز ولويزيانا، وكذلك عدد الأفارقة، وعزز العبيد الثقافة الأفريقية في المدينة.

## الجدول الزمني

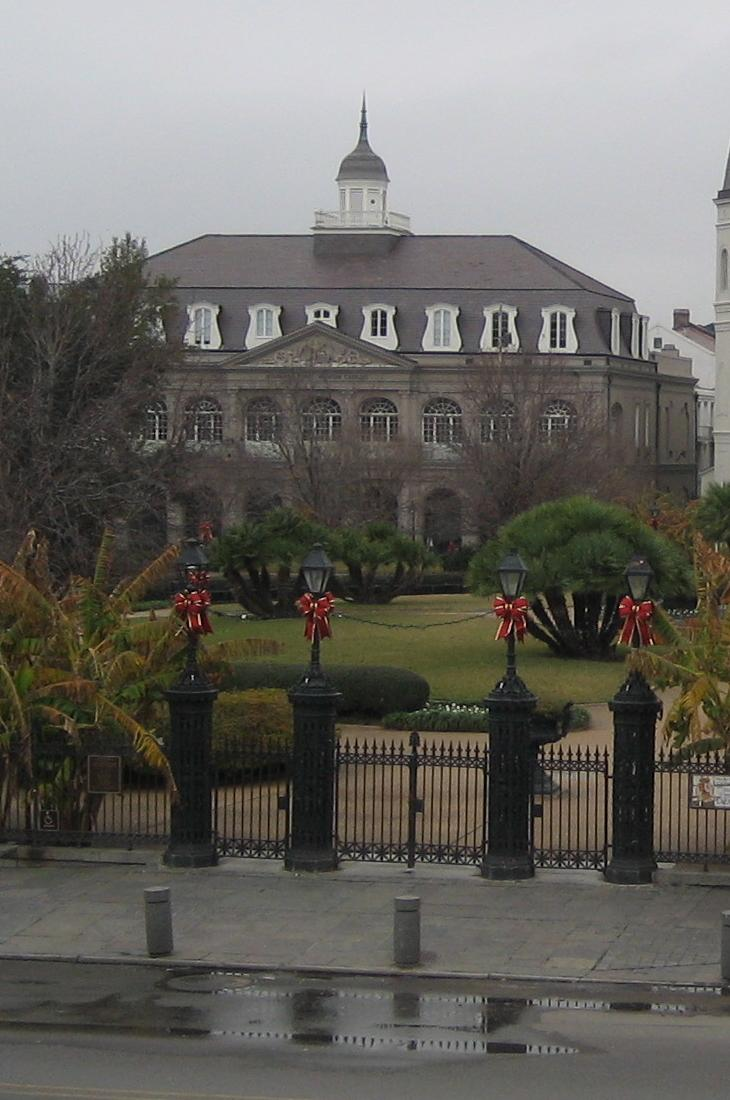
كابيلدو، بجوار كاتدرائية سانت لويس (انظر الصورة أدناه.)

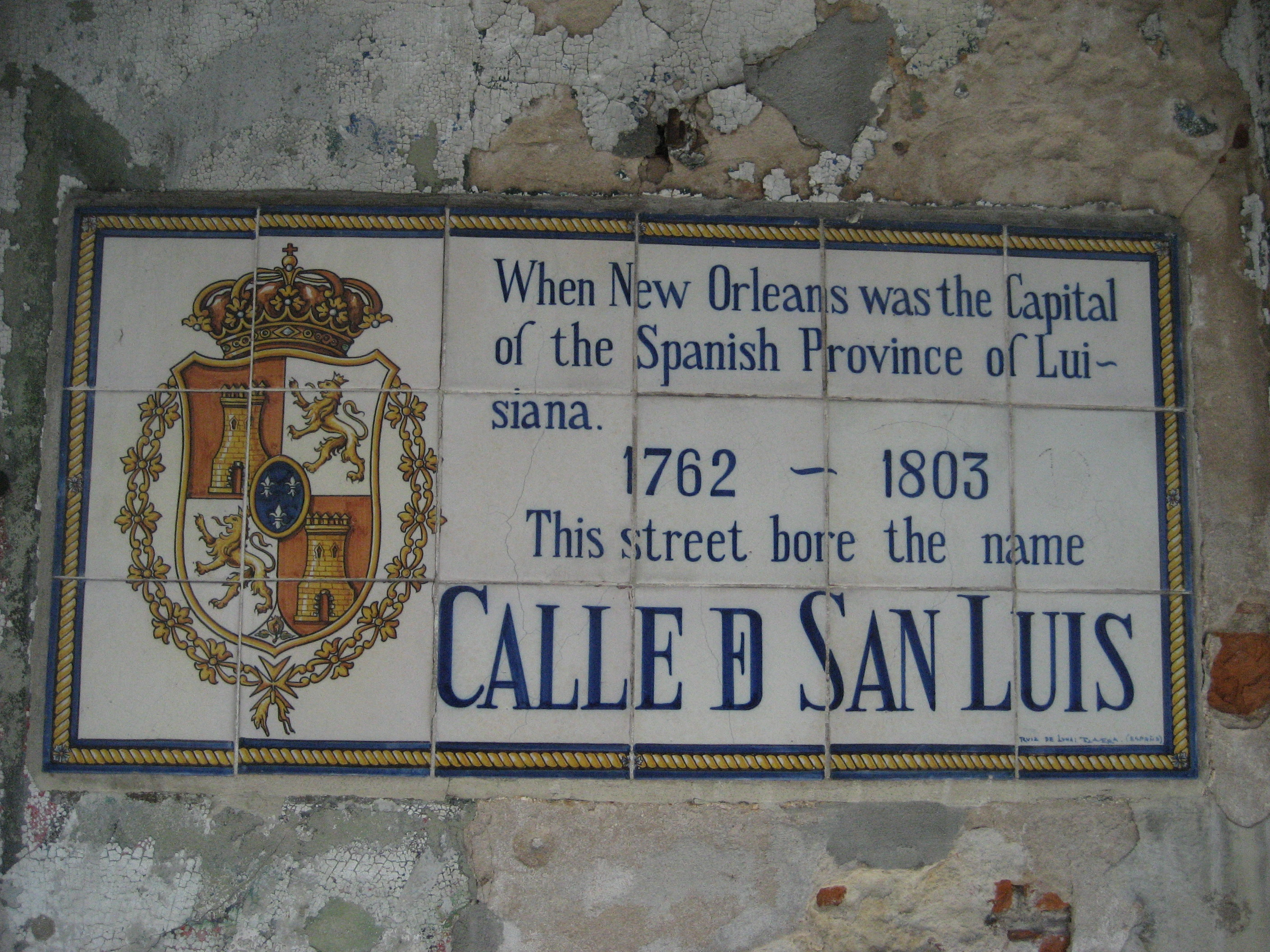
كالي دي سان لويس في الحي الفرنسي في نيو أورلينز

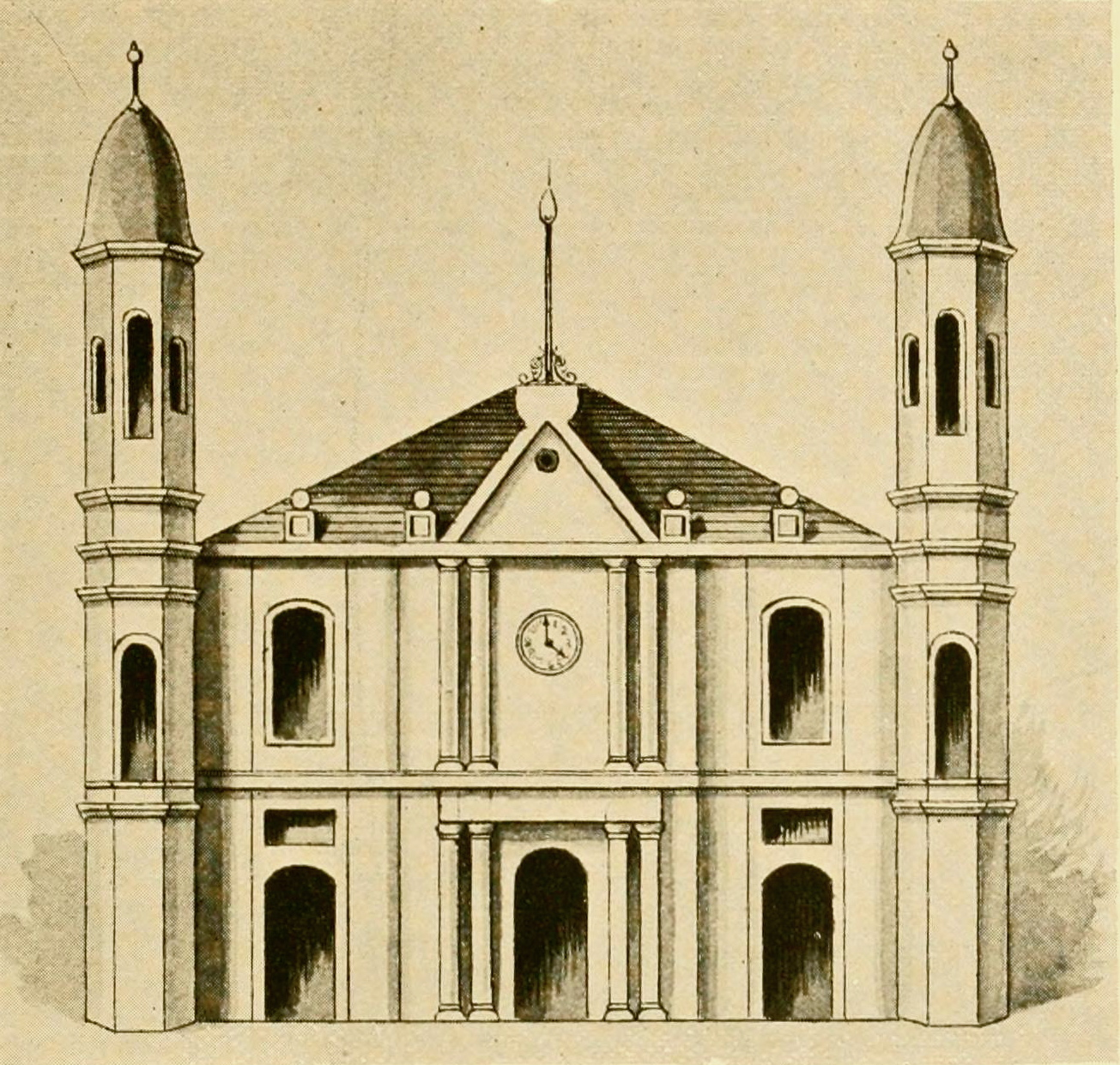
1895 استجمام كاتدرائية نويفا أورليانز في سانت لويس (سان لويس) عندما كانت تحت الحكم الإسباني ؛ تم بناء هذه الواجهة من قبل الإسبان في أعقاب حريق نيو أورلينز العظيم في عام 1788. أعيد بناء الكاتدرائية في وقت لاحق في منتصف القرن التاسع عشر.

### السيطرة الفرنسية
أنشأ الفرنسيون مستوطنات في لويزيانا الفرنسية بداية من القرن السابع عشر. بدأ الفرنسيون استكشاف المنطقة من كندا الفرنسية.

### السيطرة الاسبانية
- 1762 - عندما بدأت المفاوضات لإنهاء حرب السنوات السبع، اقترح لويس الخامس عشر ملك فرنسا سرًا على ابن عمه تشارلز الثالث ملك إسبانيا أن تمنح فرنسا لويزيانا لإسبانيا بموجب معاهدة فونتينبلو.
- 1763 - أنهت معاهدة باريس الحرب، بنص تنازلت بموجبه فرنسا عن جميع الأراضي الواقعة شرق نهر المسيسيبي (بما في ذلك كندا) لبريطانيا. تنازلت إسبانيا عن فلوريدا والأرض الواقعة شرق المسيسيبي (بما في ذلك باتون روج) لبريطانيا.
- 1763 - أعلن جورج الثالث ملك المملكة المتحدة، في الإعلان الملكي لعام 1763، أن جميع الأراضي الواقعة شرق نهر المسيسيبي قد حصلت عليها في الحرب - باستثناء شرق فلوريدا وغرب فلوريدا وكيبيك - ستصبح محمية هندية.
- 1763 - بدأت هجرة الأكاديين (كاجون): أُمر المستوطنون الفرنسيون بمغادرة المحمية الهندية الجديدة في كيبيك. كما هاجر المستوطنون من الجانب الشرقي من نهر المسيسيبي إلى لويزيانا. يعتقد الوافدون الجدد أن المنطقة لا تزال تحت السيطرة الفرنسية.
- 1764 - أنشأ بيير لاكليد مركزًا تجاريًا لشركة Maxent و Laclède & Company في سانت لويس.
- 1764 - تم الإعلان رسميًا عن استحواذ إسبانيا على لويزيانا من فرنسا.
- 1765 - قاد جوزيف بروسارد المجموعة الأولى من حوالي 200 أكادي للاستقرار في بايو تيتشي أسفل سانت مارتينفيل الحالية، لويزيانا.[15]
- 1768 - أصبح أنطونيو دي أولوا أول حاكم إسباني للويزيانا.[16] لم يرفع العلم الإسباني وأجبرته عصابة مؤيدة لفرنسا على المغادرة في تمرد 1768.[17]
- 1769 - قمع أليخاندرو أورايلي التمرد وأعدم قادته وأرسل بعض المتآمرين إلى السجن في قلعة مورو في هافانا. كان بخلاف ذلك لطيفًا وعفي عن المشاركين الآخرين الذين أقسموا بالولاء لإسبانيا. أسّس القانون الإسباني و cabildo (مجلس) نيو أورلينز.
- 1770 - أطلق لويس دي أونزاغا سراح المتمردين المسجونين.
- 1780 و 1783 - كانت معركة سانت لويس ومعركة أركنساس بوست هي الاشتباكات العسكرية الوحيدة التي تم خوضها غرب نهر المسيسيبي خلال الحرب الثورية الأمريكية.
- 1788 - دمّر حريق نيو أورلينز العظيم تقريبًا كل نيو أورلينز. تم احترام الحاكم إستيبان رودريغيز ميرو لجهود الإغاثة التي يبذلها.
- 1789 - بدأ العمل في إعادة بناء نيو أورلينز، وكانت المدينة في ذلك الوقت مقتصرة على ما يعرف الآن بالحي الفرنسي. كانت الهياكل الجديدة تحتوي على أفنية وجدران حجرية. تم وضع حجر الأساس لكاتدرائية سانت لويس الجديدة.
- 1795 - حلت معاهدة بينكني النزاعات الحدودية مع الولايات المتحدة واعترفت بحقها في الإبحار عبر نيو أورلينز.
- 1798 - ألغت إسبانيا حق الولايات المتحدة في السفر عبر نيو أورليانز.
- 1799 - افتتح كابيلدو الذي أعيد بناؤه حديثًا.

### السيطرة الفرنسية
- 1800 - في معاهدة سان إلديفونسو الثالثة، استولى نابليون سرا على الإقليم، لكن إسبانيا استمرت في إدارتها.[18]
- 1801 - سُمح للولايات المتحدة مرة أخرى باستخدام ميناء نيو أورليانز.
- 1803 - تم الإعلان عن بيع لويزيانا إلى الولايات المتحدة.
- 1803 - رفضت إسبانيا تصريح لويس وكلارك بالسفر فوق نهر ميسوري، لأن النقل من فرنسا إلى الولايات المتحدة لم يكن رسميًا؛ أمضوا الشتاء في إلينوي في كامب دوبوا.
- 1803 - في 30 نوفمبر 1803، نقل المسؤولون الإسبان الأراضي الاستعمارية وإدارتها رسميًا إلى فرنسا.
- 1803 - قامت فرنسا بتسليم نيو أورلينز، العاصمة الاستعمارية التاريخية، إلى الولايات المتحدة في 20 ديسمبر 1803.
- 1804 - في 9 و 10 مارس، أقيم احتفال، يُحتفل الآن بيوم الأعلام الثلاثة، في سانت لويس لنقل ملكية لويزيانا العليا من إسبانيا إلى الجمهورية الفرنسية الأولى، ثم من فرنسا إلى الولايات المتحدة.